# الحكومة المؤقتة لجمهورية الصين (1937-1940)
الحكومة المؤقتة لجمهورية الصين هي حكومة صينية تابعة لإمبراطورية اليابان وُجدت من عام 1937 إلى عام 1940 خلال الحرب الصينية اليابانية الثانية. شُكلت الحكومة إلى حد كبير بمبادرة من قادة الجيش الإمبراطوري الياباني في شمال الصين، قبل الحصول على موافقة من سلطات الحكومة اليابانية في طوكيو. وهكذا، كان للحكومة المؤقتة سلطة اسمية في المناطق المحتلة اليابانية في شمال الصين، بينما في الجنوب، أسس جيش مشاة الصين الوسطى الحكومة الإصلاحية لجمهورية الصين عام 1938، والتي كانت لها سلطة في منطقة نهر اليانغتسي. خدم كلاهما بشكل أساسي كجهاز محلي للسلطات العسكرية اليابانية، بسبب وجود المستشارين اليابانيين وصلاحياتهم الواسعة داخل الحكومة المؤقتة على البيروقراطيين الصينيين الأصليين، ولأن الحكومة لم تبذل أي محاولة للحصول على اعتراف دولي، حتى من اليابان.

## خلفية تاريخية
بعد غزو شمال الصين، أذن المقر العام الإمبراطوري الياباني بإنشاء نظام تعاوني كجزء من استراتيجيته الشاملة لإنشاء منطقة عازلة مستقلة بين الصين ومانشوكو التي تسيطر عليها اليابان. في البداية، أدى ذلك إلى إنشاء إدارات الحكم الذاتي المحلية والإقليمية، مثل حكومة شرق هيبي الذاتية الحكم. لكن وُضعت الخطط طوال عام 1937 لتوحيد كل هذه الأنظمة الصغيرة في نظام من شأنه أن يكون بمثابة حكومة مركزية مستقبلية للصين. وحدت الحكومة المؤقتة هذه المجالس المحلية الأصغر وسيطرت اسميًا على مقاطعات هوبى وشانتونغ وشانسي وهينان وكيانغسو. ومع ذلك، فإن النفوذ الحقيقي للنظام كان محدودًا إلى حد كبير إذ امتدت السيطرة العسكرية اليابانية بشكل دائم، ما يعني أن سلطته القضائية كانت في المدن الكبرى والسكك الحديدية. كانت سلطة الحكومة المؤقتة محدودة بسبب وجود حكومة الحكم الذاتي المنغولية الداخلية واستمرار مقاومة حكومة شرق هيبي للاندماج الكامل.
نُصبت الحكومة المؤقتة لجمهورية الصين رسميًا من قبل وانغ كيمين، وزير المالية السابق في الكومينتانغ ومصرفي من شنغهاي، في 14 ديسمبر 1937، وعاصمتها بكين. وساعد وانغ تانغ إرهو، الذي شغل منصب رئيس مجلس اليوان التشريعي ووزير التعليم. في البداية، أراد اللواء سييتشي كيتا، رئيس الخدمات اليابانية الخاصة المحلية وقبل كل شيء محرك الدمى في شمال الصين الذي ستُشكل الحكومة المؤقتة بمبادرته، أن يكون رئيس الدولة إما تساو كون أو وو بييفو، أمراء الحرب السابقين في جمهورية الصين الشعبية في الفترة الجمهورية المبكرة الذين كان لهم بعض الشهرة في الصين. لكن لم يتسلم أي شخص المنصب لأن سعر التعاون بينهما كان مرتفعًا للغاية. في النهاية، لم تضم قيادة الحكومة المؤقتة أي شخص ذا صيت أو شهرة. كان العديد من أعضاء الحكومة من البيروقراطيين الأكبر سنًا الذين امتدت حياتهم المهنية إلى أوائل الحقبة الجمهورية (1910 و1920) وحتى عصر أسرة تشينغ السابقة. اختار البعض الجانب الخطأ خلال حقبة أمراء الحرب، وبالتالي كانوا مناهضين بشدة للكومينتانغ. تسببت الصعوبة التي واجهها كيتا واليابانيون الآخرون في تجنيد أعضاء للنظام العميل في تأخير تشكيله.
تحددت أنشطة الحكومة بعناية والإشراف عليها من قبل المستشارين المقدمين من جيش منطقة شمال الصين الياباني. أدى فشل اليابانيين في إعطاء أي سلطة حقيقية للحكومة المؤقتة إلى إضعاف مصداقيتها في نظر السكان المحليين، وجعل وجودها ذا فائدة دعائية محدودة فقط للسلطات اليابانية.
دُمجت الحكومة المؤقتة، جنبًا إلى جنب مع الحكومة الإصلاحية لجمهورية الصين، في حكومة وانغ جينغوي التي أعيد تنظيمها ومقرها نانجينغ في 30 مارس 1940، ولكن من الناحية العملية ظلت مستقلة فعليًا تحت اسم المجلس السياسي لشمال الصين حتى نهاية الحرب. استمر العديد من نفس أعضاء الحكومة المؤقتة في خدمة اليابانيين في شمال الصين طوال الأربعينيات بصفتهم الأصلية.

## سياسات الحكومة
كان المصدر الرئيسي لسيادة الحكومة المؤقتة هو دستور كتبته لجنة غير منتخبة. كان الهيكل الداخلي للحكومة المؤقتة مشابهًا لحكومة الكومينتانغ برئاسة شيانغ كاي شيك، ولكن من الناحية العملية كان هناك تقسيم ضئيل للسلطة بين الفروع المختلفة، والتي كانت هي اليوان الأربعة: التنفيذية والتشريعية والرقابية والقضائية (مُنحت صلاحيات اختبار اليوان إلى وزارة التعليم). ألغيت السيطرة على اليوان بعد وقت قصير من إنشاء الحكومة. مُنح اليوان التنفيذي سلطات كبيرة على حساب الفروع الأخرى، مثل تقرير جميع التشريعات والحصول على اليوان التشريعي (الذي عُين أعضائه من قبل السلطة التنفيذية) وكانت قراراته مجرد أختام شكلية. يشرف الجهاز التنفيذي على خمس وزارات، والتي لم تشمل وزارة الشؤون الخارجية أو وزارة العسكرية خصوصًا (على الرغم من وجود وزارة للأمن العام). لم تبذل الحكومة المؤقتة أي محاولة جادة للحصول على اعتراف دولي، ولا حتى من اليابان. أرسِل بعض الممثلين إلى طوكيو لكنهم كانوا سفراء نوايا حسنة أكثر من كونهم دبلوماسيين معتمدين رسميًا. لم تُبرم أي معاهدات رسمية أو اتفاقيات أخرى من قبل الحكومة المؤقتة، مع إجراء جميع المفاوضات مباشرة مع سلطات جيش منطقة شمال الصين الياباني.
كانت الأيديولوجية الرسمية للحكومة المؤقتة هي الكونفوشيوسية، وقد أدانت الكومينتانغ وتشيانغ كاي شيك لتدمير الصين بسياساتهما. اتخذت الحكومة المؤقتة وجهة نظر مفادها أن الكومينتانغ اتخذ إجراءات عدائية غير ضرورية تجاه اليابان، المتحالفة مع الاتحاد السوفيتي والشيوعيين الصينيين، وبالتالي انتهى الأمر بإلحاق الضرر بالصين. اعتبرت الحكومة أفكار الكونفوشيوسية، مثل الطريقة الملكية، بمثابة ترياق للضرر الاجتماعي الناجم عن مبادئ صن يات سين الثلاثة للشعب. عندما سعت إلى النأي بنفسها عن المبادئ القومية الصينية، أدى ذلك لاحقًا إلى إثارة الخلاف مع المتعاون الآخر وانغ جينغوي عندما جرت مفاوضات لوضع الحكومة المؤقتة تحت رعاية حكومته الوطنية الجديدة المعاد تنظيمها في الصين عام 1940، والتي صورت نفسها على أنها الوريثة الشرعية للكومينتانغ.
كانت وزارة التربية والتعليم وجمعية الشعب الجديد مسئولين عن نشر هذه الأفكار المذكورة أعلاه من خلال استخدام الدعاية. أنشئت الجمعية الأخيرة على أنها من بنات أفكار اللواء سيتشي كيتا، على غرار جمعية كونكورديا في مانشوكو المجاورة. لقد كانت في الأساس جهازًا سياسيًا صُمم لنشر أفكار الحكومة للجمهور وحشد الدعم الاقتصادي والعسكري للحكومة المؤقتة واليابان. لم تكن جمعية الشعب الجديد منظمة جماهيرية تضم الملايين من الأعضاء ولكنها كانت مجموعة صغيرة متماسكة تضم العديد من المنظمات الفرعية الأصغر. تراوحت أنشطتهم بين تدريب موظفي الخدمة المدنية المستقبليين، وإرسال الطلاب إلى اليابان، وتقديم الخدمات الطبية للقرى النائية، وتقديم الإغاثة في حالات الكوارث، وإنشاء مقاهي شاي مجانية، والترويج للفن الصيني والحج إلى المعابد الكونفوشيوسية، فضلًا عن مناقشة الأحداث السياسية في محطات الإذاعة الخاصة بهم، والجريدة الرسمية نيو بيبولز ديلي. كانت القيم الأساسية التي أكِد عليها هي الفضائل الكونفوشيوسية، والتقوى الأسرية، واحترام السلطة، والتفاني في البحث العلمي. لكن في النهاية، فشلت المنظمة في حشد الدعم الجماهيري الشامل للحكومة المؤقتة واليابان، وواجهتها دعاية الحزب الشيوعي.

## الاقتصاد
في مارس 1938، كان اليابانيون قد أمروا الحكومة المؤقتة بإنشاء بنك الاحتياطي الفيدرالي بهدف أساسي هو فصل الهياكل المالية لشمال الصين عن بقية الصين التي يسيطر عليها الكومينتانغ، وكذلك تحطيم الموارد المالية لحكومة الكومينتانغ من خلال زعزعة استقرار عملتها. أعلنت الحكومة المؤقتة أن العملة الوطنية الصينية التي يستخدمها القوميون يمكن أن تظل متداولة لمدة عام واحد فقط قبل أن تصبح أوراق بنك الاحتياطي الفيدرالي الخاصة بها العملة الأساسية في المنطقة. سمحت للنظام بتعويض افتقاره لتحصيل عائدات الضرائب من أراضيه الاسمية، لبعض الوقت. ومع ذلك، لم يمض وقت طويل قبل أن يبدأ التضخم الشامل ولم يقرر التجار الصينيون ولا رجال الأعمال اليابانيون قبول الأوراق النقدية الجديدة. ظلت عملة الكومينتانغ مستخدمة في كل مكان بعيدًا عن متناول الجيش الياباني، بينما أعلن المقاتلون الشيوعيون الذين يعملون في شمال الصين أنه من غير القانوني امتلاك أوراق بنك الاحتياطي الفيدرالي. رفضت الشركات الأجنبية العاملة أيضًا في ميناء تيانجين قبول العملة الجديدة. كما أدى تداول الأوراق النقدية العسكرية اليابانية لشراء السلع المحلية وإدخال عملات الين الياباني من بنك اليابان إلى زيادة الارتباك.
لعب تهريب الأفيون أيضًا دورًا رئيسيًا في الأنشطة المالية للجيش الياباني في شمال الصين. أنشئ ما يسمى مكتب حظر الأفيون، ولكن مهمته في الواقع هي إخضاع تجارة المخدرات لسيطرة السلطات بدلًا من قمعهم. وُضعت معظم الصناعات الرئيسية في شمال الصين تحت سيطرة الشركات اليابانية، وبينما أنشئ المجلس الاقتصادي الصيني الياباني في مارس 1938 في بكين بهدف استخدامه لحل النزاعات حول المسائل الاقتصادية، بقيت القرارات النهائية بشأن الاقتصاد تتخذ في طوكيو. وُضعت صناعات مثل إنتاج الموارد (الحديد والفحم والكهرباء وما إلى ذلك) وكذلك الاتصالات والنقل في أيدي شركة التنمية الصينية، وهي فرع من شركة جنوب منشوريا للسكك الحديدية التي كانت تحت سيطرة الجيش الياباني، أو كبرى الشركات اليابانية. ومع ذلك، كان هناك القليل من رأس المال الياباني أو الصيني الذي انجذب إلى مثل هذه المشاريع في شمال الصين، ومع استمرار الحرب، تم التركيز الأساسي لليابان على استخراج الموارد لجهودها الحربية، بدلًا من مشاريع مثل تحسين البنية التحتية المحلية.